# さんふらわあ くれない
さんふらわあ くれない（Sunflower Kurenai）は、商船三井さんふらわあが運航するフェリー。大阪港（大阪南港コスモフェリーターミナル）と別府港を結ぶ航路に就航している。

## 建造
2019年11月16日に大阪-別府航路の使用船舶2隻（さんふらわあ あいぼり・さんふらわあ こばると）代替と新造船の概要が発表され、船名は商船三井の前身となる大阪商船が大阪-別府航路で運航した「紅丸」に由来し、同船から引き続く関西-別府航路に就航した歴代のくれない丸に連なるイメージの命名とした。進水式では長野恭紘別府市長が命名を行った。
建造は日本財団の支援を活用し、交通エコロジー・モビリティ財団の助成も受け、三菱重工業下関造船所で建造され、2023年1月13日に就航した。
日本初のLNG燃料を採用した長距離フェリーとして、国土交通省の内航船省エネルギー格付制度で最高評価の5つ星を獲得している。LNG燃料を利用した環境負荷低減の実現やカジュアルクルーズ志向の設備が評価され、日本船舶海洋工学会のシップ・オブ・ザ・イヤー2022大型客船部門賞、グッドデザイン賞を受賞した。

## 設計

### 船体
全長は瀬戸内海で夜間航行が可能なサイズとしては最大の199.9mとし、ドライバー不足やドライバーの時間外労働上限による「2024年問題」に対応すべく貨物積載量は約50%増加させた。

### 機関
商船三井の技術開発プロジェクト「船舶維新」にて2009年に発表された環境負荷低減型フェリー案「ISHIN-II」を元に、液化天然ガス（LNG）を中心に重油にも対応した二元燃料（デュアルフューエル）エンジンを搭載し、硫黄酸化物発生量の約85%、二酸化炭素排出量の25%削減といった環境負荷の低減や、静粛性の向上を実現した。主機やLNG設備はフィンランドのバルチラ製で、LNGのタンクは船尾の露天甲板に2個有する。LNG燃料については九州電力から調達したLNGを別府港にてタンクローリーを介して1往復に1回供給する。

### 船内設備
フラックス・デザインの渡辺友之がデザインを担当し「復活ときずな(KIZUNA)」を同型2隻のコンセプトに据え、新型コロナウイルスにより旅行の機会が失われた状況を念頭に置き「つながり」の再認識を意識し、世代を超え家族が集まり船旅を楽しむ願いを込めたものとしており、旅館の雰囲気とモダンデザインを調和させた和風を基調とした内装で別府温泉を印象付けたものとした。計画段階から障害者が参画し、設備のユニバーサルデザイン導入やエレベーター、トイレのバリアフリー化、クールダウンのための区画が設けられた。
客室は雑魚寝型の大部屋を廃止し定員一人当たりの内装面積は6.9平方mから10.9平方mと大幅に拡大し、スイート・デラックスでは、長距離フェリーで初めて、和室・洋室の2室を組み合わせての利用が可能なコネクティングルームも設置された。シャワー付きのドッグランやペットと乗船できる船室も設置された。
公室については3.6倍に拡大されプロジェクションマッピングや別府の竹細工アートも組み込む等しエンターテイメント性の向上を図った。エントランス・ホールは3層吹抜のアトリウムで、さんふらわあ各船で提供している情報サービス「Sunflower Smart Quest（SSQ）」の端末が設置されている。

### 客室
| クラス                                    | 部屋数 | 眺望                         | 最大定員 | 設備 |
| ----------------------------------------- | ------ | ---------------------------- | -------- | --- |
| スイート和洋室コネクト                    | 2室    | 海側（ベランダあり）         | 2-4名    | ツインベッド、布団、ユニットバス、洗面台、 テレビ、 冷蔵庫 、電気ケトル、ドライヤー、空気清浄機、コンセント         |
| セミスイートコネクト                      | 2室    | 海側（ベランダあり）         | 3名      | ツインベッド、ソファベッド、シャワー、洗面台、テレビ、 冷蔵庫 、電気ケトル、ドライヤー、空気清浄機、コンセント      |
| スイート洋室                              | 12室   | 海側（ベランダあり）         | 2-3名    | ツインベッド、ソファベッド、ユニットバス、洗面台、 テレビ、 冷蔵庫 、電気ケトル、ドライヤー、空気清浄機、コンセント |
| スイートバリアフリー                      | 1室    | 海側（ベランダ無し、窓あり） | 4名      | ツインベッド、ソファベッド、ユニットバス、洗面台、 テレビ、 冷蔵庫 、電気ケトル、ドライヤー、空気清浄機、コンセント |
| セミスイート                              | 13室   | 海側（窓あり）               | 3名      | ツインベッド、ソファベッド、シャワー、洗面台、テレビ、 冷蔵庫 、電気ケトル、ドライヤー、空気清浄機、コンセント      |
| デラックスコネクト                        | 4室    | 海側（窓あり）               | 3名      | ツインベッド、ソファベッド、シャワー、洗面台、テレビ、 冷蔵庫 、電気ケトル、ドライヤー、空気清浄機、コンセント      |
| セミデラックス和室コネクト                | 4室    | 海側（窓あり）               | 2-4名    | 布団、シャワー、洗面台、テレビ、 冷蔵庫 、電気ケトル、ドライヤー、空気清浄機、コンセント                            |
| デラックス和室                            | 4室    | 海側（窓あり）               | 4名      | 布団、シャワー、洗面台、テレビ、 冷蔵庫 、電気ケトル、ドライヤー、空気清浄機、コンセント                            |
| デラックス                                | 11室   | 海側（窓あり）               | 3名      | ツインベッド、ソファベッド、シャワー、洗面台、テレビ、 冷蔵庫 、電気ケトル、ドライヤー、空気清浄機、コンセント      |
| デラックスウィズペット                    | 7室    | 海側（窓あり）               | 4名      | 布団、シャワー、洗面台、テレビ、 冷蔵庫 、電気ケトル、ドライヤー、空気清浄機、コンセント、水用皿、ペットシート      |
| スーペリアシングル                        | 30室   | 通路側（窓なし）             | 1名      | シングルベッド、シャワー、洗面台、テレビ、冷蔵庫、ドライヤー、空気清浄機、コンセント                                |
| スーペリアツイン                          | 26室   | 通路側（窓なし）             | 2名      | ツインベッド、シャワー、洗面台、テレビ、冷蔵庫、ドライヤー、空気清浄機、コンセント                                  |
| プライベートツイン                        | 4室    | 通路側（窓なし）             | 2名      | ツインベッド、テレビ、空気清浄機、コンセント                                                                        |
| プライベートシングルツイン                | 4室    | 通路側（窓なし）             | 2名      | シングルベッド、ソファベッド、テレビ、空気清浄機、コンセント                                                        |
| プライベートベッドグループ                | 17室   | 通路側（窓なし）             | 4-6名    | 階段式2段ベッド×2、テレビ、空気清浄機、コンセント、洗面台 （通常4名16室・バリアフリーのみソファベッド付き6名1室）   |
| プライベートシングル                      | 18室   | 通路側（窓なし）             | 1名      | シングルベッド、テレビ、コンセント                                                                                  |
| プライベートベッド （相部屋）             | 15室   | 通路側（窓なし）             | 16名     | 階段式2段ベッド、テレビ、コンセント、更衣室                                                                         |
| グループ和室                              | 5室    | 通路側（窓なし）             | 3-4名    | 布団、テレビ、空気清浄機、コンセント                                                                                |
| スタンダードシングル （ドライバールーム） | 89室   | 通路側（窓なし）             | 1名      | シングルベッド、洗面器、テレビ、コンセント                                                                          |
| スタンダードシングル                      | 10室   | 海側（窓あり）               | 1名      | シングルベッド、洗面器、テレビ、コンセント                                                                          |

### 設備
8階
- スイート洋室
- スイート和洋室コネクト - セミスイートコネクトと併せコネクティングルーム使用可
- スイートバリアフリー
- セミスイート
- セミスイートコネクト
- スイートカフェラウンジ - 8階利用客専用、コーヒー・アイスクリーム・書籍類のサービスを提供。

7階
- デラックス
- デラックスコネクト - セミデラックス和室コネクトと併せコネクティングルーム使用可
- デラックスウィズペット
- デラックス和室
- セミデラックス和室コネクト
- スーペリアシングルツイン
- スーペリアシングル
- プライベートシングル
- プライベートベッドグループ
- 展望大浴場 - 旧船の2倍の面積とした。
- シャワールーム
- ドッグラン
- ペットルーム

6階
- プライベートベッド（16名×15室）
- プライベートシングルツイン
- プライベートツイン
- グループ和室
- スタンダードシングル（ドライバールーム）
- アトリウム - 3層吹き抜け[11]、天井と壁面のスクリーンにプロジェクションマッピング映像を投影。手すりには組子模様をあしらった。
- レストラン - 旧船の1.5倍の席数とした。
- ショップ
- キッズコーナー
- レセプション
- トラックドライバー浴場
- トラックドライバーサロン
- ベビーケアルーム
- 女性パウダールーム - 3段階の調光機能を設けた[11]。
- プロムナード

車両甲板
- 5階 - 13mシャーシ59台
- 4階 - 13mシャーシ78台
- 3階 - 乗用車44台
- 2階 - 乗用車56台